# Universidade de Monterrei
A Universidade de Monterrei (em castelhano: Universidad de Monterrey), ou simplesmente UDEM, é uma instituição católica de ensino superior localizada em Monterrei, México. A UDEM foi fundada pelas Filhas da Maria Imaculada de Guadalupe, pelas freiras do Sagrado Coração, pelos Irmãos Maristas e pelos membros da La Salle, apoiados por uma associação de cidadãos católicos. A ideia de se criar uma universidade partiu de uma recomendação dada pelo Concílio Vaticano II, de que pode-se usar as atividades educacionais em favor do ensino dos princípios da doutrina católica. Os grupos religiosos fundadores já tinham uma longa história em Monterrei. A Sociedade do Sagrado Coração de Jesus estava estabelecida em Monterrei desde 1908; já as Irmãs da Maria Imaculada de Guadalupe fundaram a Universidade Labastida em 1951; e já estava em funcionamento o Colégio Labastida, uma instituição de ensino dedicada à educação de meninas e jovens senhoras. Em contrapartida, os Irmãos Maristas estavam trabalhando em Monterrei desde 1905; e a La Salle, que havia deixado o México durante a Revolução Mexicana, retornou à Monterrei em 1942 para fundar o Instituto Regiomontano. Em 8 de julho de 1969 a Universidade de Monterrei foi reconhecida como tal pelo estado mexicano de Nuevo León, e em 8 de setembro do mesmo ano, passou a atuar como uma instituição de ensino situada em 5 diferentes instalações pertencentes aos mesmos grupos e associações que a financiaram, como a Escola Labastida. Atualmente, a UDEM educa mais de 12 mil alunos, incluindo estudantes do ensino médio, graduandos e pós-graduandos. A universidade oferece 4 modalidades de ensino médio, 35 cursos profissionalizantes, 15 graus de bacharelado e 29 especialidades médicas e doutorado. A UDEM oferece uma série de opções para se estudar no estrangeiro; a instituição estabeleceu acordos bilaterais, recíprocos e unilaterais, bem como convênios, através de agências de intercâmbio acadêmico. Em 2002, a UDEM assinou 26 novos acordos bilaterais com universidades nos Estados Unidos (como a Universidade da Califórnia - Berkeley), na Espanha, Itália, Bélgica, Inglaterra (como o University College, Londres), Alemanha e França (como o Lycée Bossuet-Notre Dame, Paris).[carece de fontes?]

## História

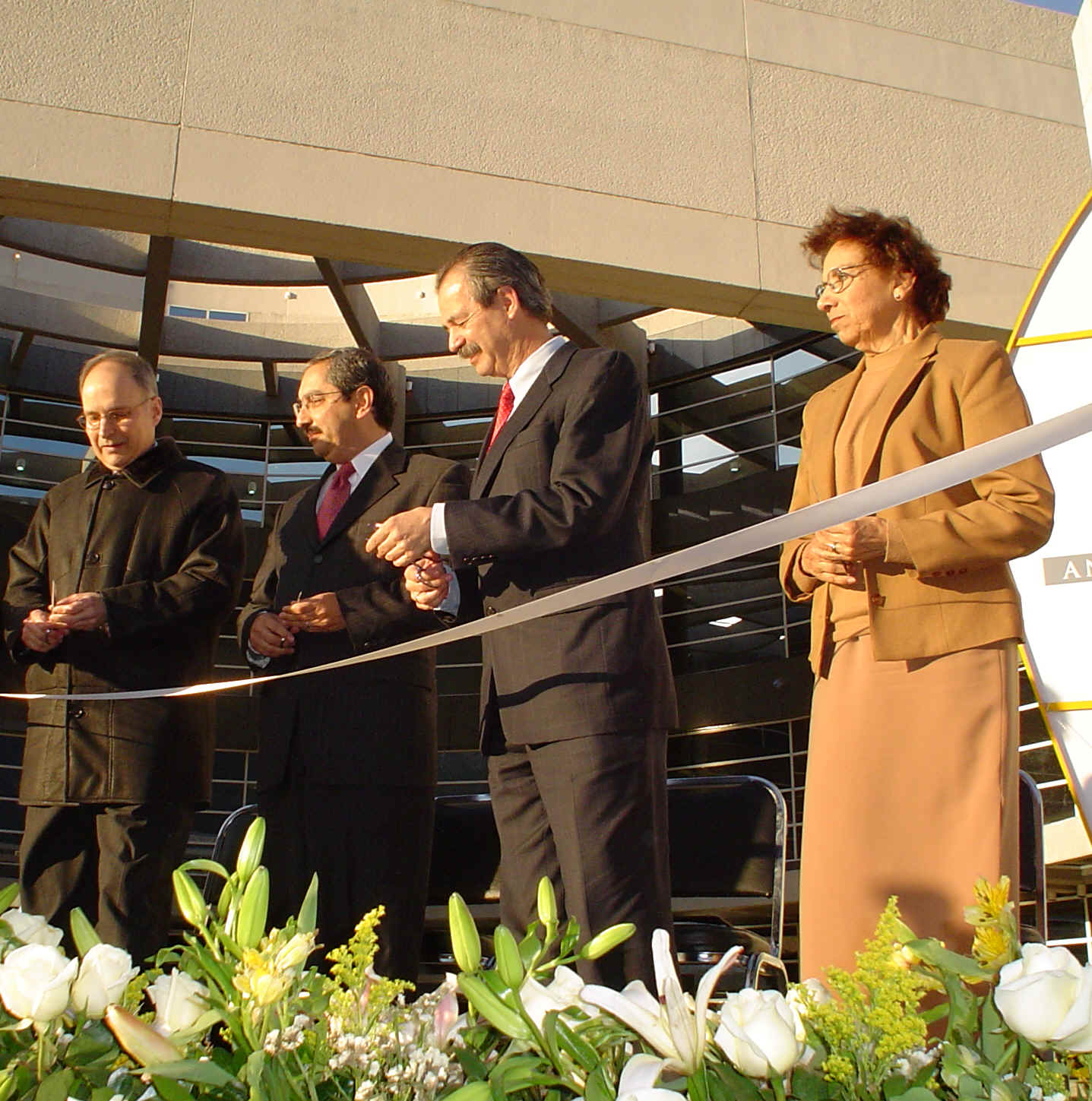
Inauguração do Edifício da Reitoria

Em 1972, a UDEM possuía 22 cursos profissionalizantes e 3 programas de bacharelado. Nesse mesmo ano, foram criadas mais 7 divisões acadêmicas, entre os quais estavam Artes e Ciências da Comunicação, Ciências da Educação, Ciências Econômico-Administrativas, Ciências Jurídicas, Ciências Naturais e Exatas, Matemática, Ciências da Saúde e Ciências Sociais. Em 1979, o filantropo mexicano Roberto Garza Sada criou a Associação para o Desenvolvimento Educacional, cujo único propósito era comprar uma área de 35 hectares, no qual iria-se construir o atual campus da UDEM.

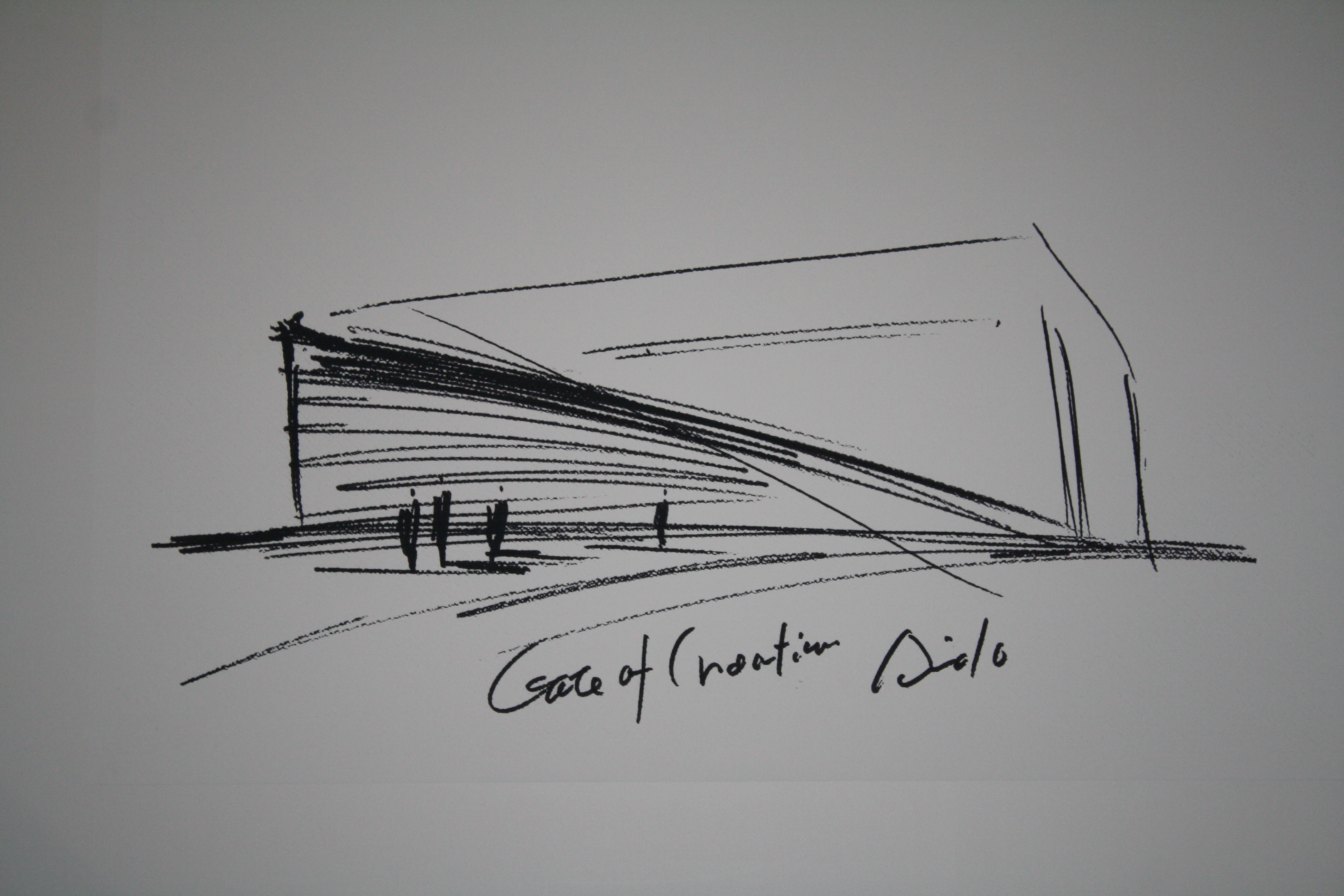
Esboço de A Porta da Criação, um edifício da UDEM com inauguração prevista para o ano de 2012

Em 1982 iniciam-se as atividades do Câmpus Humberto Lobo. Em 21 de agosto de 1998, inaugurou-se o edifício do Centro da Comunidade Universitária (Centro de la Comunidad Universitaria, CCU), com a presença do então presidente do México, Ernesto Zedillo. Em janeiro de 2004, foi construído o edifício da Reitoria, onde ficam os escritórios do Centro de Informação e Atenção aos Alunos (Centro de Información y Atención a Alumnos, CIAA), as salas de educação continuada, entre outras coisas. Em julho de 2006, foram inaugurados os novos dormitórios dos alunos. Em 2009, após 16 anos como reitor da UDEM, Francisco Ascúnaga Guerra renunciou ao cargo, sendo sucedido por Antonio Dieck Assad, que é o atual reitor. Atualmente, um novo edifício está em construção, e sua inauguração está prevista para o ano de 2012. O edifício se chama Centro Roberto Garza Sada, em homenagem ao filantropo de mesmo nome que comprou o terreno onde atualmente se localiza a UDEM; a obra foi projetada pelo famoso arquiteto japonês Tadao Ando, que inicialmente chamou o projeto de "A Porta da Criação" (The Gate of Creation). O edifício ocupará uma área de 13.115,48 m², e contará com espaços de desenho, ensino, pesquisa e exposição, além de 22 laboratórios e oficinas para acolherem exposições dos estudantes e exibições de arte.

## Selo
Originalmente criado por Ignacio Villareal Junco, o selo da UDEM é formado por três livros, simbolizando as letras "U" e "M" do nome da universidade, Universidade de Monterrei. As cores da universidade são o amarelo e o preto. Segundo seu criador, a cor amarela significa a luz do conhecimento, sensibilidade e intuição. Em 2002, foram adicionados ao selo dois círculos que contêm a frase latina Homo Hominis In Servitio Perficitur, lema que é utilizado atualmente pela UDEM. A frase latina significa, em português, "O homem somente se realiza à serviço do homem". Finalmente, louros foram adicionados ao selo, significando o triunfo e o sucesso.

## O campus
A UDEM possui apenas um campus universitário, localizado em San Pedro Garza Garcia (NL, México). Mas também conta com três unidades de ensino médio. Estas unidade são a Unidade San Pedro (USP), localizada nos limites do campus universitário; a Unidade Valle Alto (UV), localizada em La Estanzuela (Monterrei); e a Unidade Fundadores (UFU), localizada em Escobedo (NL, México). As aulas de Bacharelado Técnico são realizadas nas dependências da CUFM, e as aulas de Enfermagem no Hospital Christus Muguerza Conchita. Algumas das empresas que estão presentes no campus universitário da UDEM são:
- Bachiller - Livraria e papelaria;[8]
- Copimex de Monterrei - Centro de cópia e impressão;
- Exa Campus Store (Apple Authorized Campus Store);[9]
- Starbucks Coffee;
- Subway - restaurante;
- Banorte;
- Santander Serfin.

### Edifício da Reitoria e CIAA

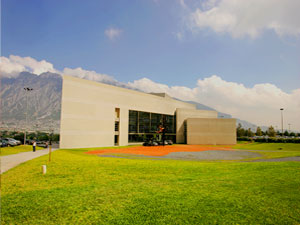
O edifício da Reitoria e o CIAA

Em setembro de 2001, após 10 anos de planejamento, iniciou-se a construção do edifício da Reitoria, em uma área de 8.400 m². O prédio também abriga o Centro de Informação e Atenção aos Alunos (Centro de Información y Atención a Alumnos, CIAA). A inauguração ocorreu em 2003. O arquiteto local Bernardo Hinojosa supervisionou o projeto. O edifício também abriga a Vice-Reitoria para o Ensino Médio e Ensino Superior e espaços de desenvolvimento e departamentos administrativos. Uma escultura em vermelho e preto chamada La Serpentina decora a praça principal do edifício; a escultura foi criada por Fernando González Gortázar[ligação inativa], um artista de Guadalajara. A cor vermelha simboliza o calor humano e a chama dentro de cada um para ter sucesso.

### CCU

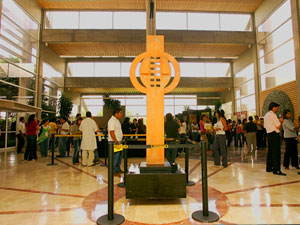
Saguão do Centro da Comunidade Universitária

Inaugurado em 1999 pelo ex-presidente mexicano Ernesto Zedillo, "CCU" significa Centro da Comunidade Universitária (em espanhol, significa Centro de la Comunidad Universitaria). O CCU é uma área de lazer para os alunos; também abriga o departamento de Cultura (setor responsável por todas as manifestações artísticas dentro da UDEM ou de ex-alunos da Universidade), departamento da Pastoral Universitária, a sede do Conselho Estudantil, uma pequena capela, a lanchonete, as salas de música, um auditório, uma sala comum e um clube de cinema. Uma estátua amarela, intitulada "O Homem", decora o saguão principal. Ela foi feita pelo artista Rufino Arellanes Tamayo, nascido no estado mexicano de Oaxaca; a estátua é o símbolo institucional da UDEM. Em suas palavras, "O Homem" representa a origem, meio e fim da cultura. Há também uma escultura em forma de meia-lua, chamada A Árvore da Comunidade, feita por Jorge Elizondo. A estátua também se localiza no saguão principal da CCU, servindo para que todos se lembrem das pessoas e grupos que acreditaram no conceito educativo da UDEM. Cada mão da estátua possui uma placa de identificação.

### O Sino

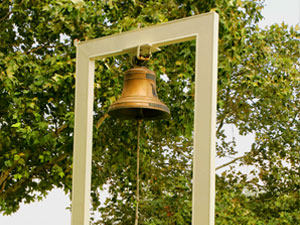
"Vox Veritatis"

Quando um estudante se gradua, um dos mais simbólicos processos antes de concluir a graduação é fazer soar o sino. O sino se chama Vox Veritas, que significa "A Voz da Verdade", e deve ser soado por três vezes pelo aluno que estiver concluindo sua graduação. Cada badalada do sino significa um compromisso que o aluno faz: sempre defender a verdade, lutar pela Justiça, e manter-se honesto por toda a sua vida. Se um aluno se gradua Magna cum laude ou Summa cum laude, deverá-se badalar o sino por quatro ou cinco vezes. É uma das mais antigas tradições da UDEM.

### Biblioteca
Em 1987, se formou o Sistema de Bibliotecas da UDEM. Atualmente, é formada por uma biblioteca central (localizada no campus principal da universidade) e por três bibliotecas departamentais (localizadas nas escolas de ensino médio da UDEM). A Biblioteca da UDEM conta com: 44 convênios diretos com instituições locais e nacionais; 222.514 volumes de livros, vídeos e livros digitais E-book; uma coleção de 408.589 revistas de renome internacional, impressas e eletrônicas; uma base de dados de 23.234 documentos de arquivo de instituições como EBSCO, ProQuest, Wilson, Infolatina, Britannica, Ocenet, Gale e Rotledge. Entre as coleções mais importantes da biblioteca, encontra-se:
- Colección Xavier Moyssén, sobre a História da Arte mexicana (restrito para pessoas não-autorizadas);
- Biblioteca do INEGI;
- Biblioteca da UNESCO - International Institute for Educational Planning;
- Um acordo de comodato com a Biblioteca da Sociedade de História, Geografia e Estatística de Nuevo León.

### Residências dos Estudantes

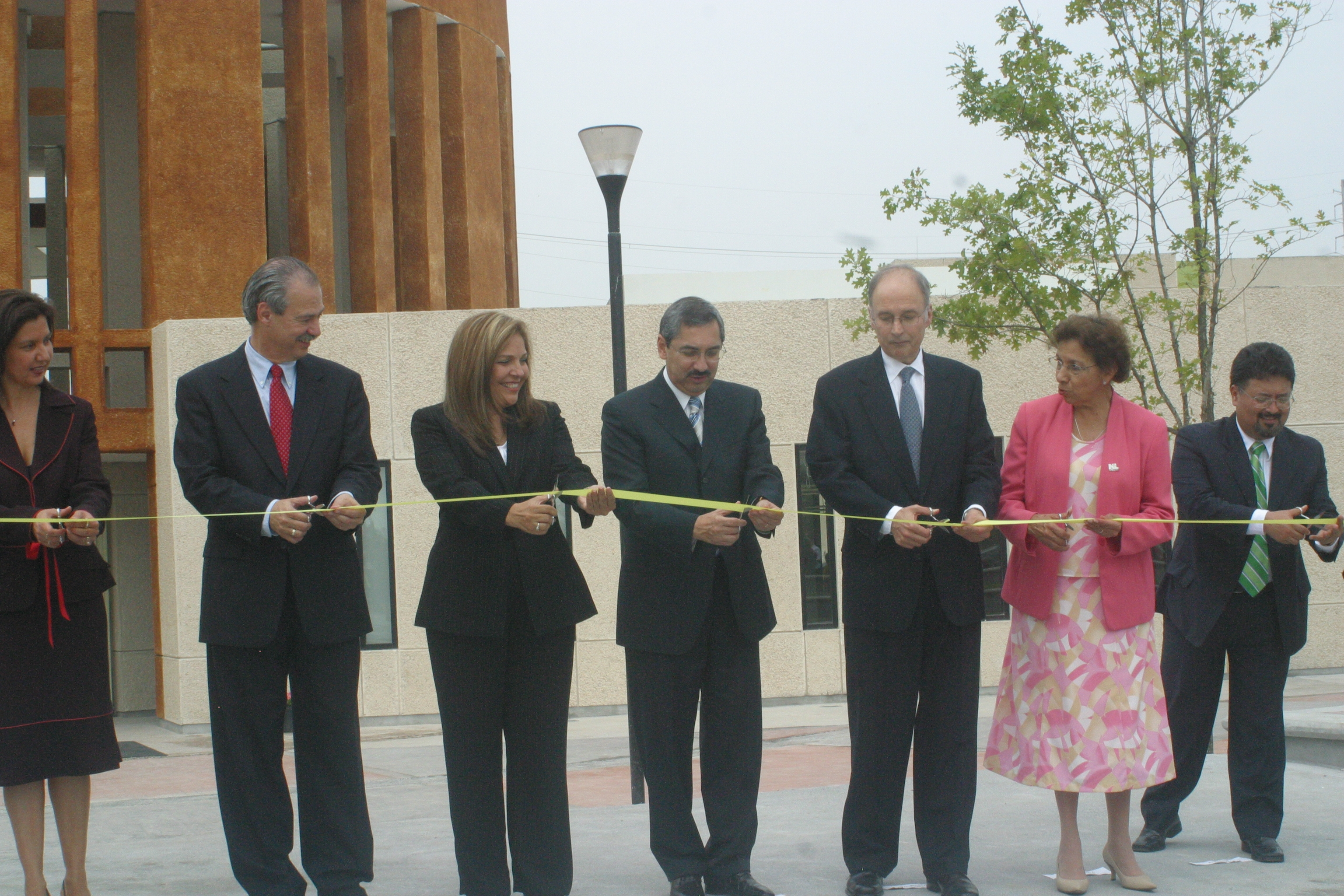
As residências estudantis sendo inauguradas pela direção da UDEM e autoridades

No México, é incomum que estudantes universitários deixem as suas casas e comecem a viver por si mesmos. Converas sobre fraternidades e irmandades são raras de se ouvir. No entanto, instituições como a UDEM recebem vários alunos estrangeiros de intercâmbio, e, mesmo quando é incomum, as pessoas acabam por sair de suas casas e começam a viver de forma independente. Por estas razões, a universidade iniciou um projeto de residências estudantis chamado Residencias UDEM ("Residências UDEM").Após 13 meses de planejamento e construção, as residências foram inauguradas em 2006, ocupando uma área de 14 hectares dentro do campus da UDEM. O projeto foi supervisionado por autoridades da Universidade Harvard, Universidade Yale, Universidade Loyola e Universidade das Américas (UDLA), e contou com a ajuda de benfeitores como Jane Wright, da empresa Hanbury Evans Wright Vlattas. As casas-dormitórios possuem capacidade para 450 estudantes.

## Ofertas educativas
A UDEM oferece até a data:

### 4 Bacharelados
- Bachalerado Bilíngue
- Bacharelado Bicultural
- Bachalerado Internacional
- Bacharelado Técnico

### 35 Cursos de Graduação

#### Divisão de Artes, Arquitetura eDesign
- Arquitetura (ARQ)

Focado na construção e no desenho, este curso leva os alunos a criarem edifícios e estruturas resultantes de ideias que são socialmente responsáveis e artísticas. Os estudantes que concluem o curso têm um profundo entendimento de um processo criativo, que passa pelo projeto, planejamento, construção e supervisão de um edifício.
- Artes (LA)

Com aulas que são ministradas pelos artistas mais influentes da região, o curso enfoca a produção visual, a cultura e o desenvolvimento de novas ideias em um mercado já altamente cultural. Os estudantes deste curso contam com a coleção Xavier Moyssén, que é uma releitura bibliográfica da arte moderna mexicana.
- Design de interiores (LINT)

Os alunos aprendem a mesclar design e arquitetura, com foco na criação de espaços funcionais, levando em consideração a construção e o mobiliário de um lugar, mantendo nele a harmonia certa.
- Design gráfico (LDG)

O curso inclui aulas que mantêm a identidade mexicana no design gráfico, bem como uma opinião global sobre o design gráfico em todos os lugares.
- Design de modas (LDTM)

Os alunos recebem as ferramentas e lições sobre como usá-las; mas, ao final do curso, caberá a eles próprios projetar e criar peças de vestuário. Os estudantes do curso também participam de um desfile de moda internacional.

#### Divisão de Ciências da Saúde
- Engenheiro Biomédico (IBI)

Abrange as áreas de engenharia clínica, biomecânica, biomaterial e dispositivos médicos. Os alunos são levados a melhorar suas habilidades criativas e imaginação, o tempo todo criando um gosto pela tecnologia em si. Este curso apresenta um grande campo de trabalho em funções comerciais, operacionais ou administrativos de produção e inovação.
- Enfermagem (LEN)

Destinado à pessoas interessadas em desenvolver habilidades de enfermagem e cuidar de pessoas.
- Nutrição (LNU)

Os alunos deste curso são capazes de prevenir e tratar alguns dos principais problemas de saúde que tratam de peso e dieta. Este curso divide as lições entre saúde, esportes, biotecnologia, marketing e gastronomia.
- Psicologia (LPS)

Este curso centra-se no campo da psicologia clínica, e se estende para a psicologia organizacional, psicologia educacional, social e da criança. O curso mistura aulas teóricas e práticas; o estudante pode trabalhar no setor público, seja em hospitais, creches, instituições de saúde do governo, centros de ajuda psicológica e em instituições educacionais, e também pode trabalhar no setor privado.
- Cirurgião-Destista (MCD)

Os alunos deste curso desenvolvem suas habilidades com versatilidade, devido à opção de trabalhar com equipe e equipamentos de última geração, e a possibilidade de trabalhar em unidades de saúde como o Hospital Metropolitano local e na Secretaria de Saúde local.
- Medicina (MCP)

Talvez o curso mais procurado da Divisão de Ciências da Saúde, os estudantes deste curso participam de um rigoroso currículo composto por ciências básicas e clínicas. Visitas clínicas são realizadas nos hospitais mais importantes de Monterrei, com médicos assistentes de renome mundial servindo de professores e orientadores. No ápice do curso, os alunos podem beneficiar-se da residência médica no México e/ou realizar o Exame de Licenciamento Médico dos Estados Unidos (USMLE).

#### Divisão de Direito e Ciências Sociais
- Ciências Políticas e Administração Pública (LPA)

Os alunos deste curso são conhecedores do contexto histórico mexicano e internacional, dos processos de participação política e teoria política, bem como os métodos de análise e compreensão de um sistema político.
- Estudos Internacionais (LEI)

Este curso forma pessoas capazes de analisar, projetar, produzir e executar diagnósticos para a resolução de problemas de estratégias mundiais como uma resposta às necessidades sociais, no contexto de um desenvolvimento política, econômica e cultural.
- Direito (LDE)

Um dos mais antigos cursos oferecidos pela UDEM, forma profissionais capazes de solucionar problemas jurídicos complexos. Os alunos têm a oportunidade de estudar por meio de práticas profissionais e da Catedra Laboris, um curso especial de prática administrado por advogados e profissionais conhecidos internacionalmente.

#### Divisão de Educação e Estudos Humanos
- Ciências da Educação (LED)

Primeiro curso no México centrado no currículo teórico-prático orientado a desenvolver habilidades de ensino que podem ser usadas no treinamento de grupos, coordenação de projetos, administração e avaliação dos projetos educativos.
- Ciências da Informação e da Comunicação (LCIC)

Inaugurado em 1971, o curso é focado em todos os meios de comunicação, mas é especializada em radiodifusão, jornalismo, produção de vídeo e cinematografia. Recentemente, no ano de 2011, o curso celebrou o seu 40º aniversário. Os estudantes podem trabalhar e aperfeiçoar suas habilidades nos seguintes laboratórios:

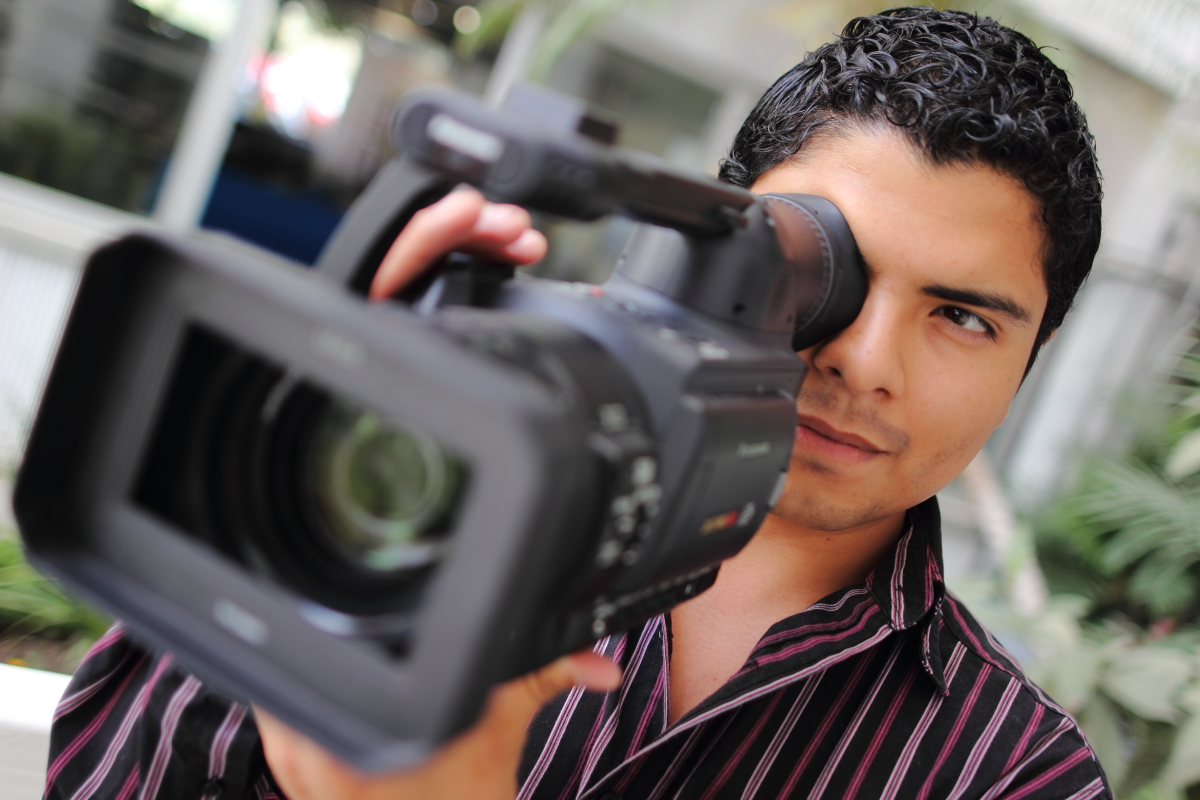
Um aluno do LCIC

Agência Informativa UDEM
É o local onde são ensinadas todas as aulas de jornalismo. As principais aulas são de Jornalismo Mundial (Periodismo Mundial), Jornalismo Informativo (Periodismo Informativo), Jornalismo de Opinião (Periodismo de Opinión) e Jornalismo Multimídia (Periodismo Multimedia). Mais de 100 alunos começam a desenvolver redação, edição, monitoramento e habilidades fotográficas nestas aulas, bem como o design de um jornal e de páginas web, um noticiário de rádio e um banco de dados jornalístico.
Inaugurada em 1996, a Agência tem mais de 8 mil notícias e reportagens publicadas em diferentes meios de comunicação. El Nuevo Foro é o jornal da UDEM há mais de 26 anos. Desde 2009, a Agência também distribui notícias sobre os estudantes através de um feed no microblog Twitter: @AgenciaUDEM.

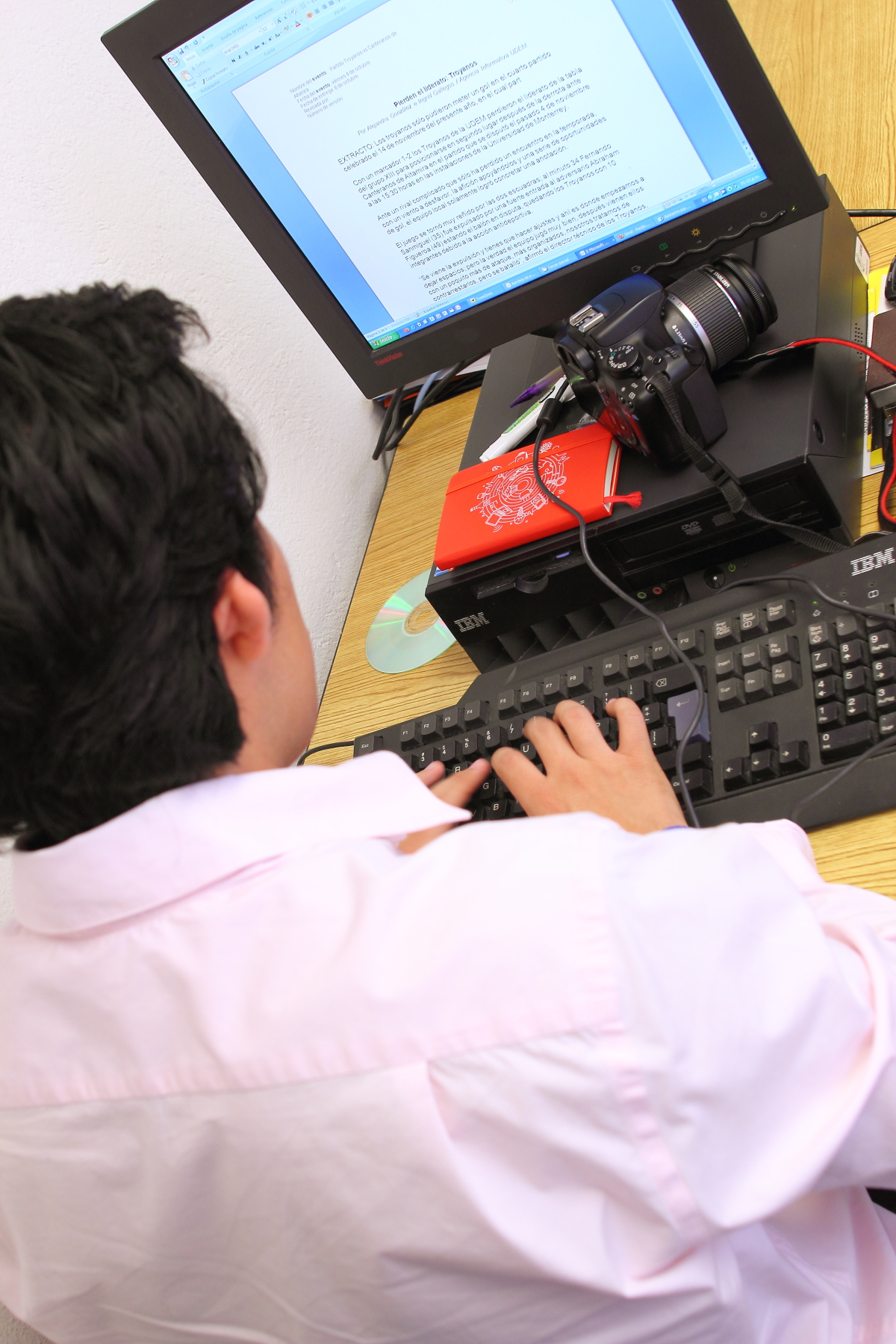
Computador da Redação
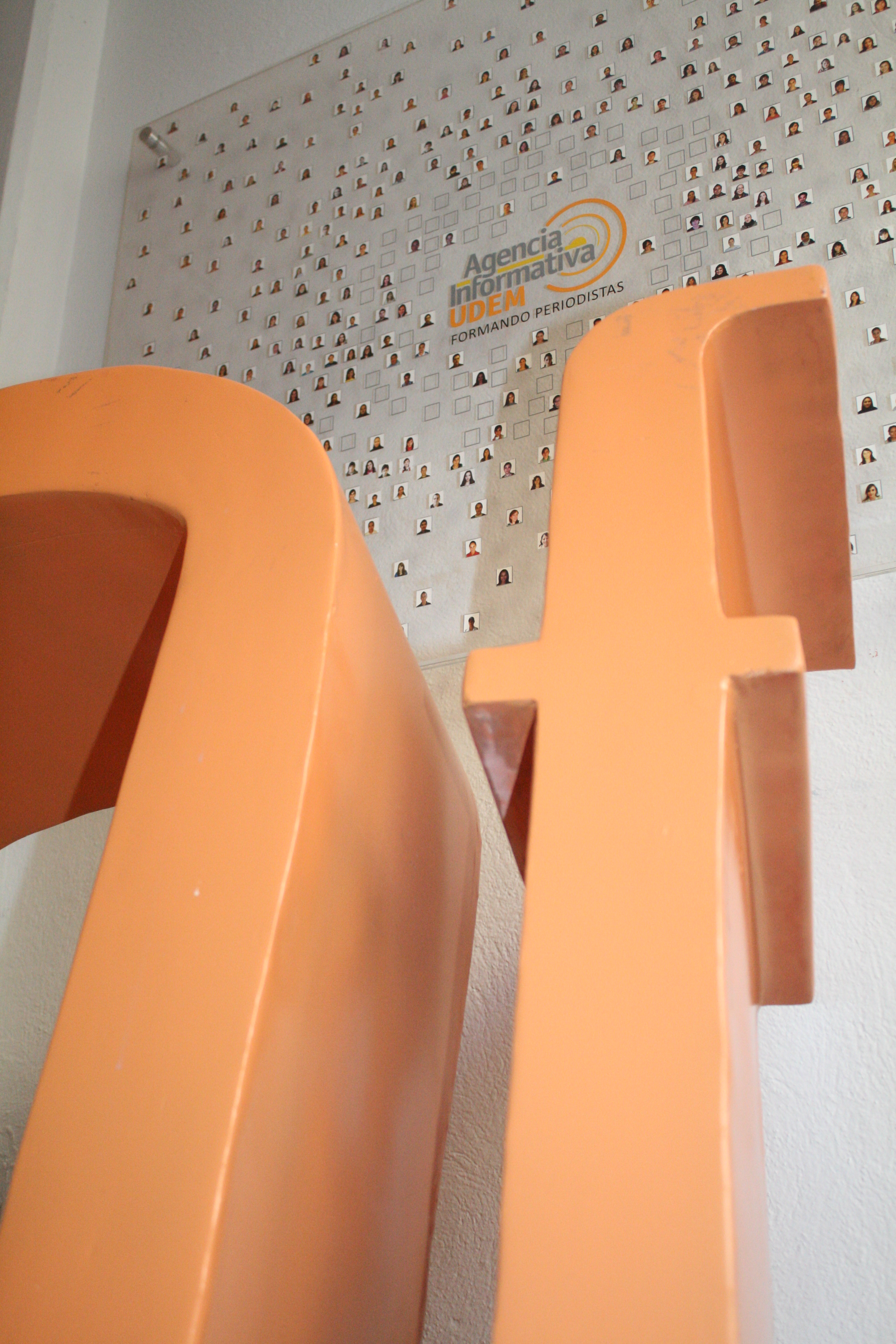
Fotos dos estudantes e entrada da Agência
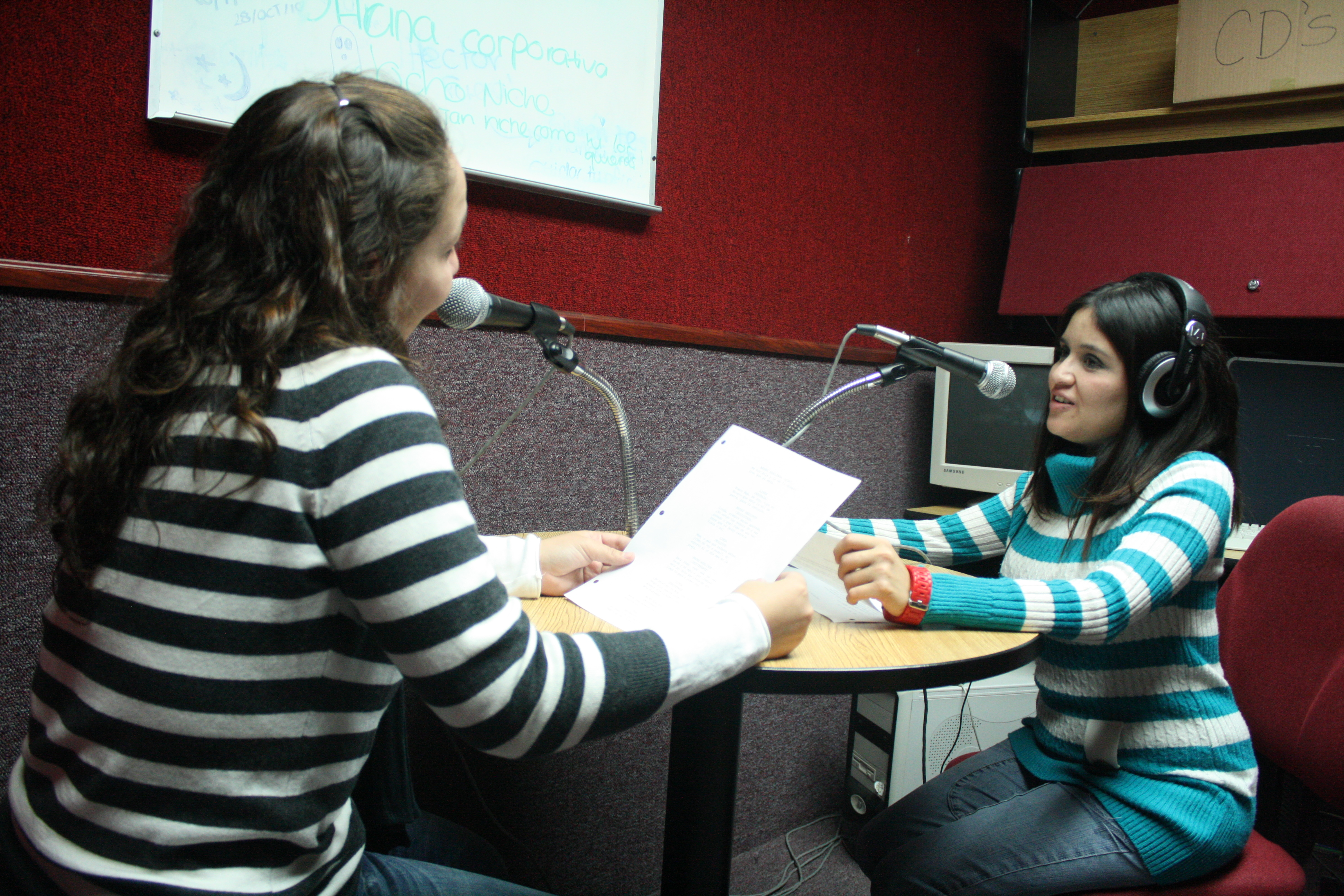
Estação de Rádio da Agência
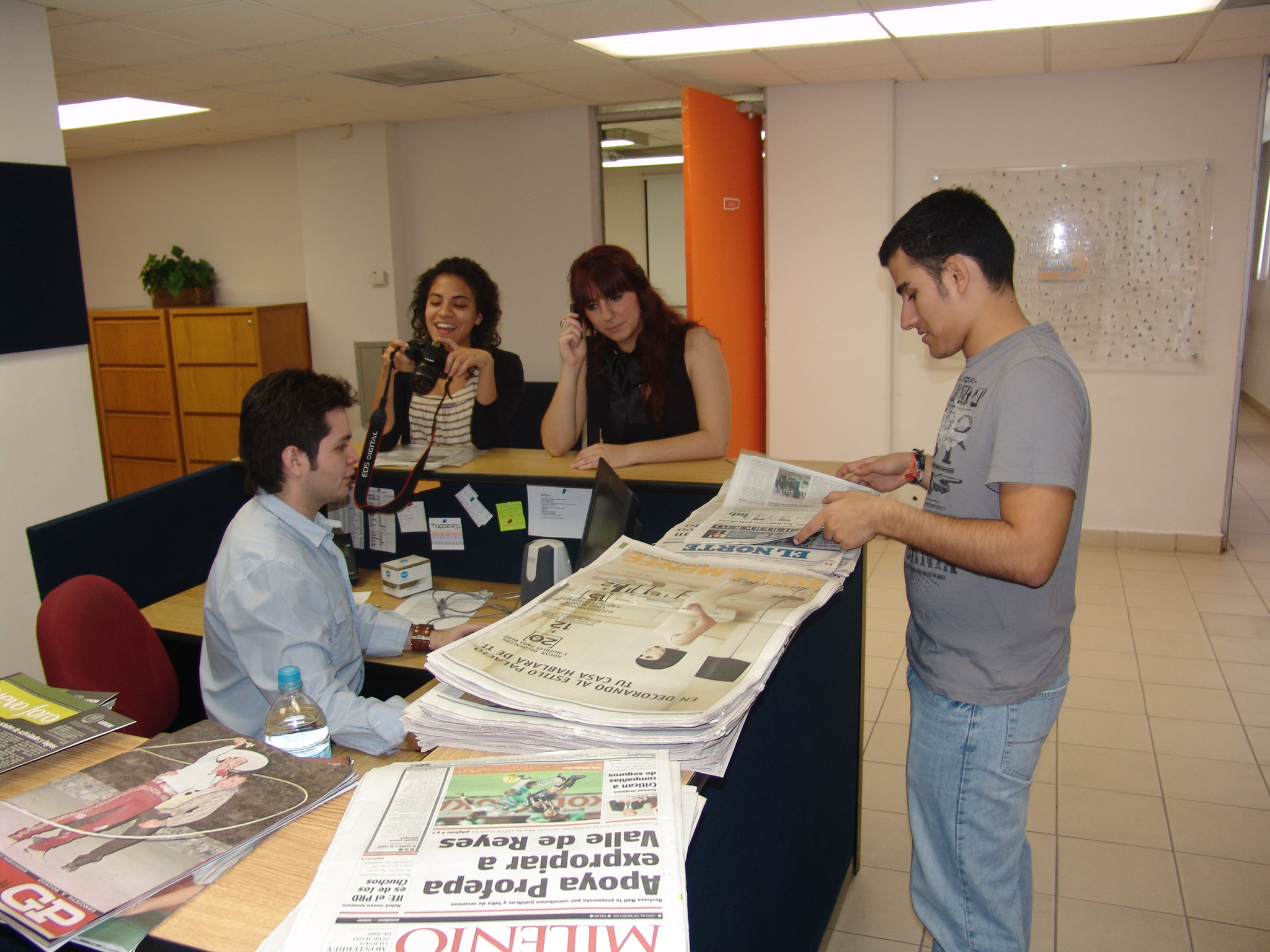
Recepção da Agência
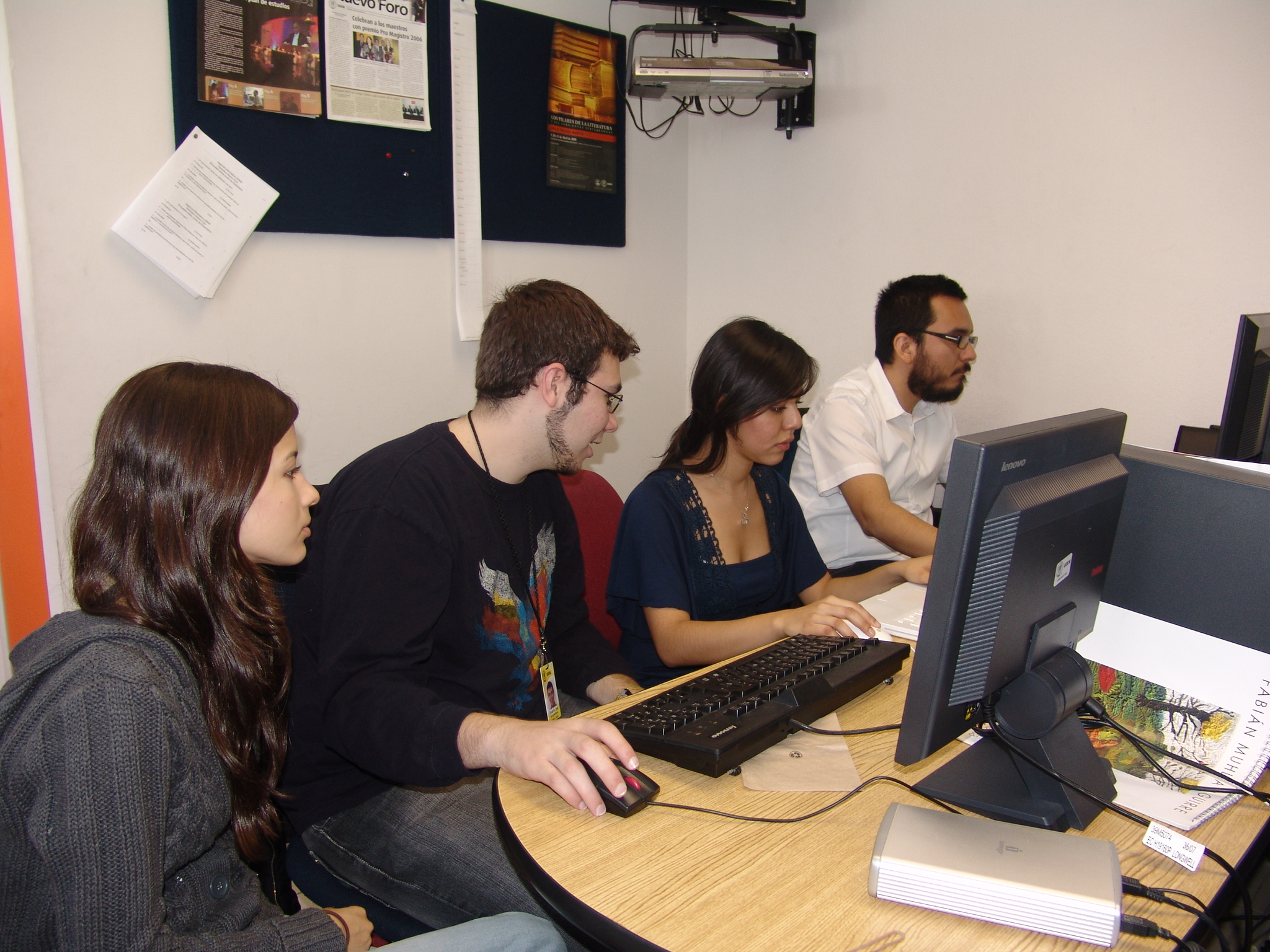
Aula de Jornalismo

Estação de rádio da UDEM
Em 8 de setembro de 1994 foi realizada a primeira transmissão da Rádio UDEM 90,5 FM, com apenas 1.000 watts de potência; no entanto, em 2005, aumentaram a potência para 3.000 watts, e estendeu-se a sua programação para o ano inteiro (365 dias por ano).
Toda a programação da estação é planejada e realizada pelos alunos do segundo curso de Rádio, que também participam de todo o processo de emissão (planejamento, pré-produção, operação, condução e execução de programas).
A partir de 2006, a rádio passa a também transmitir através da Internet: mms://radioudem.udem.edu.mx/radio.
Centro de Medios (CEDEM)
O Centro de Comunicação Social (Centro de Medios, CEDEM) funciona como uma sala de aula e um centro de práticas onde os alunos aprendem a operar um programa radiofônico, um programa de televisão ao vivo (em directo), e cinematografia. Inaugurado em 1990, o Centro conta com 5 módulos de edição de vídeo, câmeras profissionais HDTV, microfones sem fios, iluminação profissional, câmeras de TV com sistema teleprompter e um estúdio de televisão.

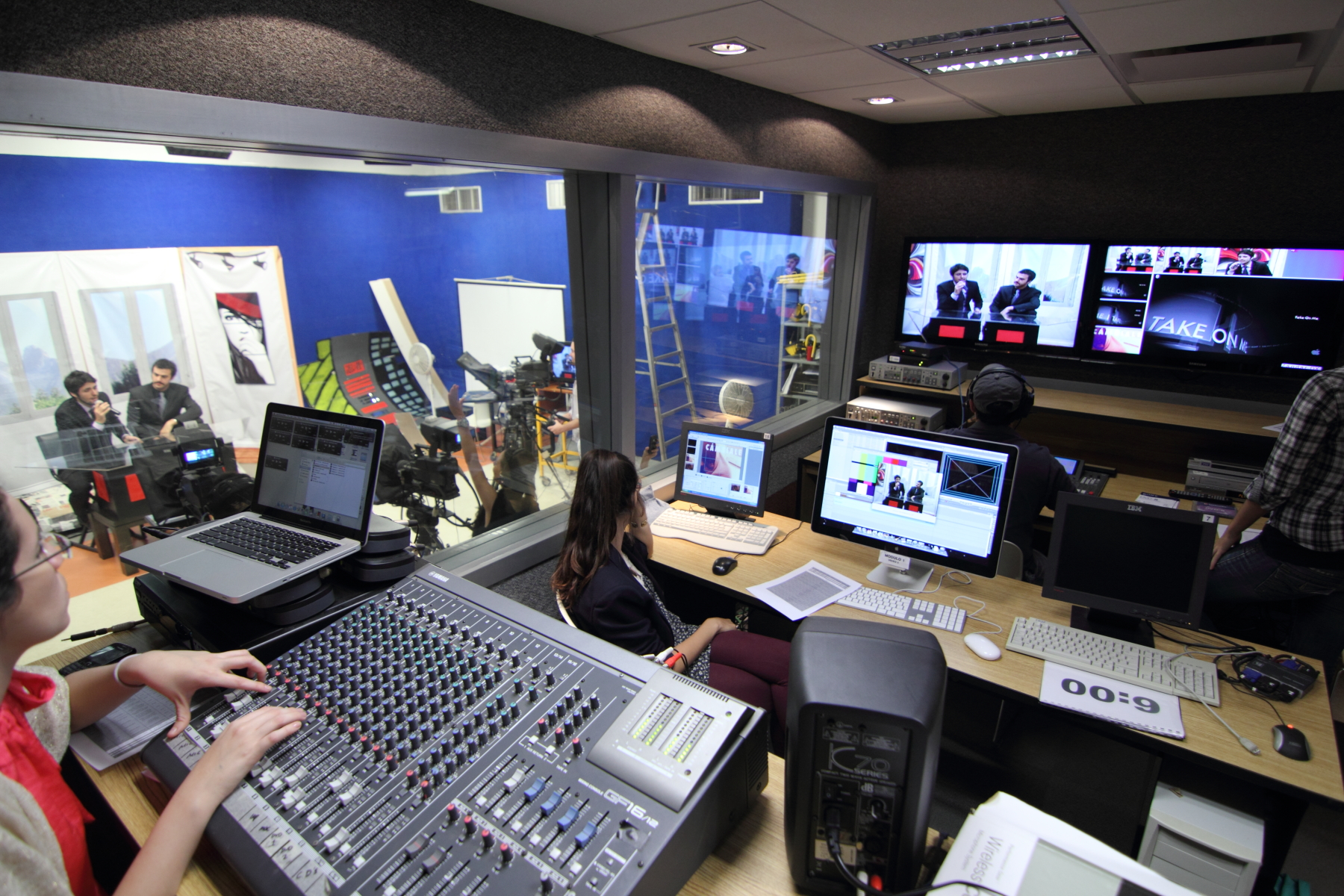
Cabine de produção da TV.
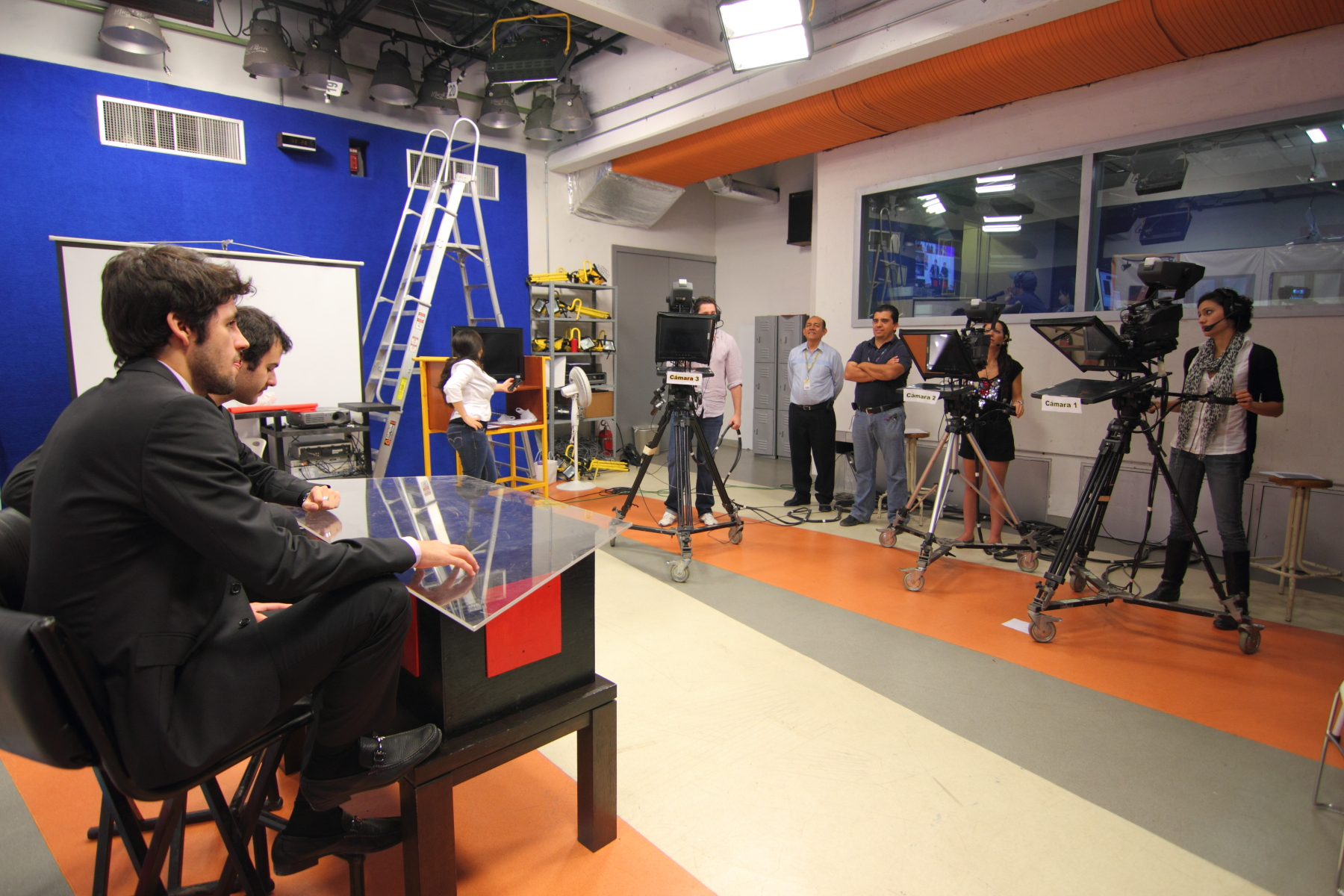
Estúdio de televisão.
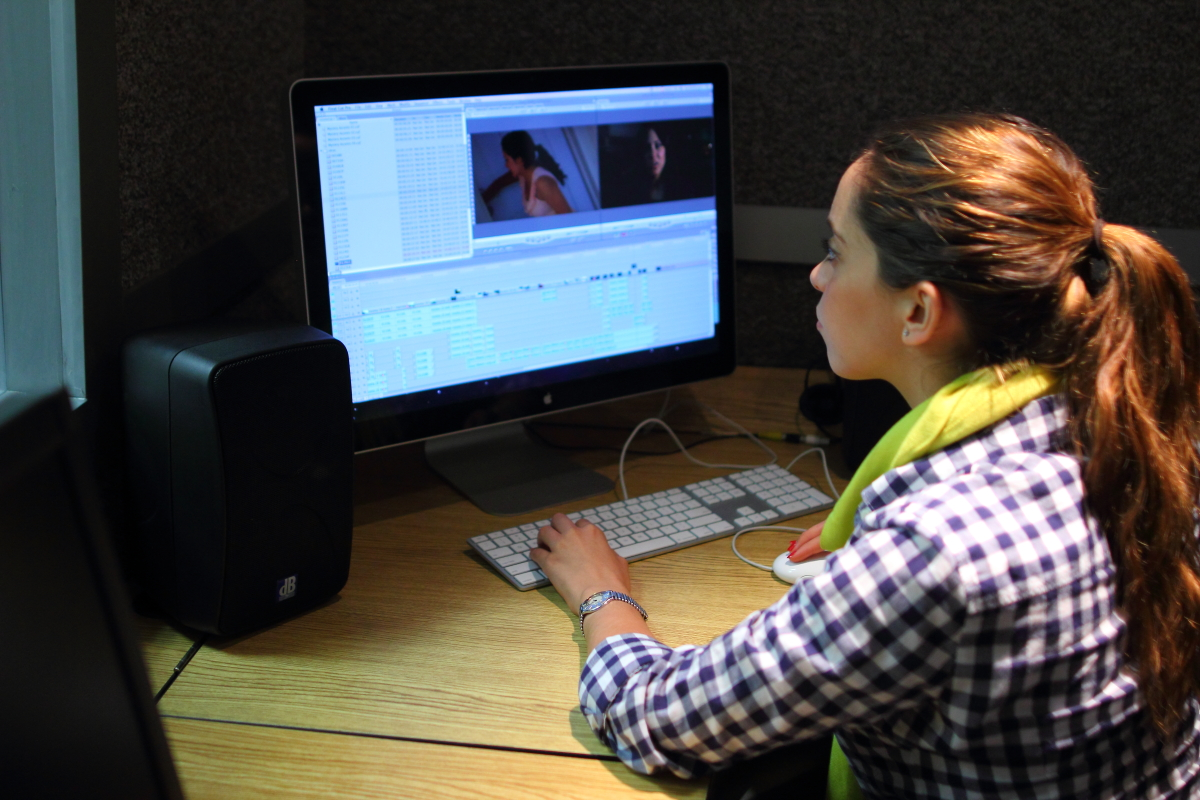
Módulo de edição de vídeo.
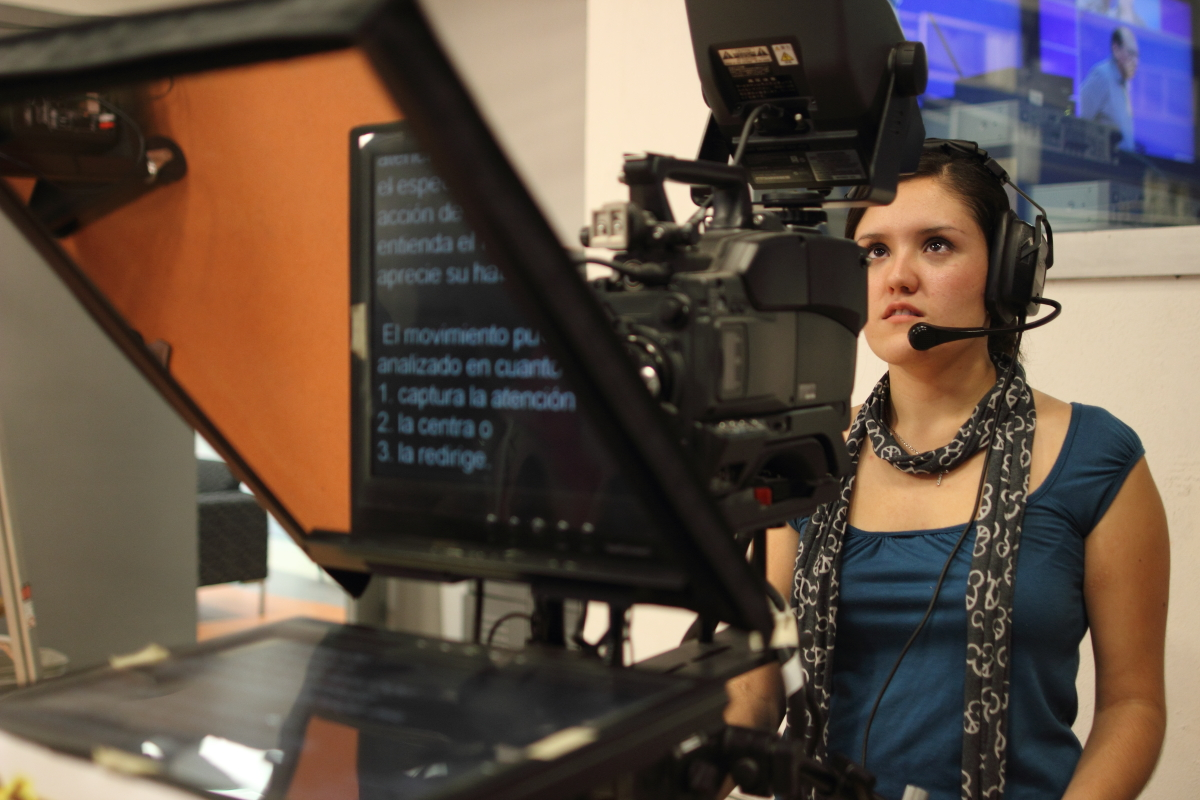
Câmera de TV com sistema teleprompter.
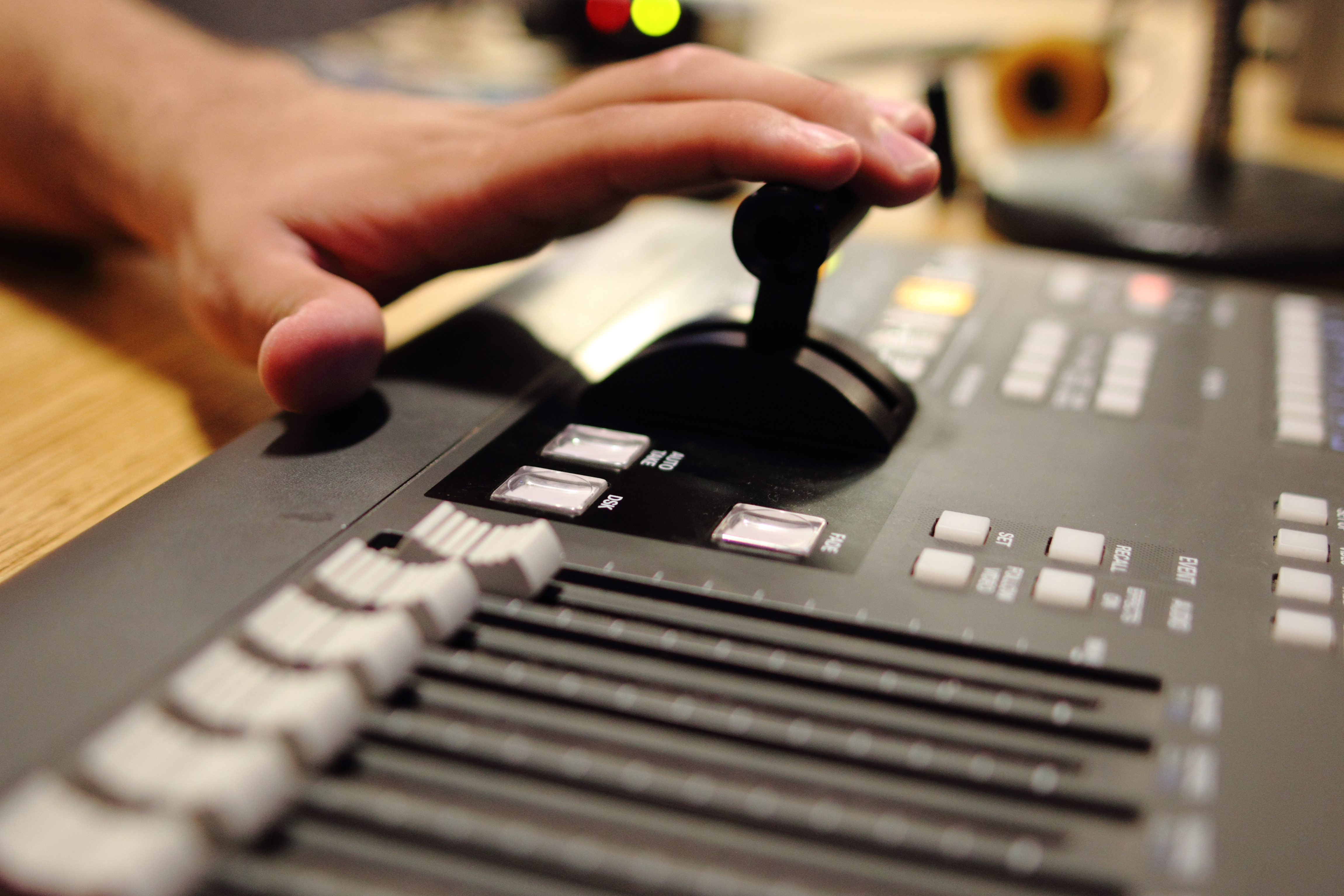
Mesa de corte da TV.

- Psicopedagogia (LPP)

Inaugurado em 2004, é o único curso do tipo no nordeste do México. Os alunos deste curso são capazes de planejar soluções para o progresso escolar de outros alunos em qualquer nível educacional.
- Sociologia (LS)

Os alunos deste curso são capazes de analisar e interpretar vários fenômenos sociais distintos, criar programas e planos de desenvolvimento para a solução de problemas e a melhora de instituições, organizações e comunidades.
- Literatura (LL)

Os estudantes graduados adquirem o conhecimento necessário e a prática para criar uma obra literária. Com estas novas habilidades, poderão atuar nas áreas de jornalismo, edição, tradução, biblioteconomia e ensino.
- Filosofia (LF)

Os alunos deste curso desenvolvem projetos de geração e direção de habilidades com responsabilidade social em mente, tanto para o público em geral, instituições governamentais, ou para o setor privado.
- Estudos Humanos e Sociais (LEHS)

Este curso especial reúne todas as ciências humanas clássicas e as ciências sociais, com base na Literatura, Filosofia, Artes, Sociologia e História.

#### Divisão de Engenharia e Tecnologia
- Engenharia Industrial (IIS)

Inaugurado em 1977, o objetivo do curso é proporcionar aos alunos a capacidade de projetar, implantar e administrar sistemas de processos, tanto produtivos como administrativos. O curso é especializado em indústria, qualidade, produção e logística.
- Engenharia Administrativa (IMA)

Focando nos aspectos inovadores do desenvolvimento tecnológico e produção comercial, este curso promove a concepção, implementação e avaliação de produtos e processos de transformação.
- Engenharia Mecatrônica (IMT)

Este curso surgiu como resposta á grande demanda específica de empresas e indústrias de formar profissionais inovadores, empreendedores e capazes de integrar conhecimentos sobre Mecânica, Eletrônica e sistemas computacionais para o seu trabalho.
- Engenharia de Tecnologia da Informação (ITC)

Os alunos deste curso conhecem e aplicam as diferentes tecnologias computacionais, como software, interweb, programação de computadores, hardware de computadores, interface de usuário, entre outros.
- Animação e Efeitos Especiais (LAED)

Os estudantes deste curso se especializam na concepção, uso de conceitos básicos e práticas de desenvolvimento de animação em computador e efeitos digitais, assim como aprendem a produzir software interativo.

#### Divisão de Negócios
- Administração de Empresas (LAE)

Os alunos deste curso de desenvolver soluções inovadoras e eficazes com uma vantagem global no mundo dos negócios, que retornará como impulso para as empresas, para que cumpram seus objetivos. Os alunos podem usar os laboratórios de simulação de negócios da Incubadora de Negócios da UDEM para desenvolverem projetos de negócios bem definidos.
Incubadora de Negócios da UDEM
O Centro de Incubação e Desenvolvimento de Negócios (CIDEM) é a incubadora de empresas especializada em assessoria, preparação e acesso a redes para os atuais e potenciais empreendedores. Criado em 2005, o CIDEM é o primeiro centro de negócios na América Latina a receber a certificação SBCD Mx, concedido pela Associação Mexicana de Centros de Desenvolvimento de Pequenas Empresas e pelo Small Business Association (SBA).
- Comércio Internacional (LIN)

O objetivo do curso é formar uma visão global para participar nos negócios internacionais, identificando oportunidades comerciais, aplicando análises econômica, jurídica e financeira, técnicas de negociação intercultural e logísticas internacionais que permitam aos alunos planejar estratégias de competição no setor privado ou governamental.
- Contabilidade e Finanças (LCF)

O objetivo deste curso é formar líderes capazes de tomar decisões que levem as empresas e pessoas a terem um melhor posicionamento com vendas estratégicas. Os alunos são especializados em análise integral de finanças.
- Turismo Internacional (LTU)

Para alcançar vantagens estratégicas nos negócios, os alunos deste curso recebem aulas teóricas e práticas que ajudam a desenvolver habilidades, que serão necessárias para gerenciar e operar empresas e organizações dedicadas a vários ramos do turismo.
- Finanças Internacionais (LFI)

O objetivo principal deste curso é formar profissionais éticos, comprometidos com os valores dos negócios, especialistas em administração dos recursos econômicos, riscos e modelos financeiros, que permitam um domínio total do sistema financeiro internacional.
- Marketing Internacional (LMI)

Os alunos deste curso participam de projetos de negócios reais, tornando-se profissionais competitivos capazes de desenvolver estratégias inovadoras de criação de marketing auto-sustentável.
- Recursos Humanos (LRH)

O objetivo deste curso é tornar os alunos empreendedores competitivos e com habilidades de liderança, focados no desenvolvimento de opções de trabalho dentro das organizações, seguindo um esquema de sucesso pessoal e compromisso com a realização dos objetivos da empresa em que trabalham, em um ambiente de constantes mudanças e altamente exigente.
- Economia (LEC)

O curso oferece três especialidades: Economia Empresarial, Economia Financeira e Economia Internacional. O curso possui práticas profissionais obrigatórias em indústrias globais, mercados financeiros e no setor público.

### 17 Programas de Pós-Graduação
- Arquitetura, Design e Engenharia

1. Engenharia Industrial
2. Engenharia de Produtos
3. Design Gráfico
4. Design Editorial e Publicidade
5. E-Marketing

- Ciências da Saúde

1. Nutrição Clínica e Obesidade
2. Gerontologia

- Direito e Ciências Sociais

1. Direito Empresarial
2. Direito Mercantil

- Educação e Estudos Humanos

1. Ciências da Educação
2. Estudos Humanos
3. Educação Infantil e Pré-Escolar

- Negócios

1. Administração de Empresas
2. Administrador Hospitalar
3. Desenvolvimento Organizacional
4. Direção de Empresa Familiar
5. Qualidade e Inovação nos Serviços

### 29 Especialidades Médicas
| Especialidades               | Sub-especialidades             |
| ---------------------------- | ------------------------------ |
| Anatomia patológica          | Gastroenterologia              |
| Cirurgia geral               | Angiologia e Cirurgia vascular |
| Clínica médica               | Medicina materno-fetal         |
| Radiologia                   | Cirurgia cárdiotorácica        |
| Patologia clínica            | Geriatria                      |
| Ginecologia e Obstetrícia    | Urologia                       |
| Pediatria                    | Neonatologia                   |
| Anestesiologia               | Cardiologia                    |
| Ortopedia                    | Pneumologia                    |
| Emergência médica            | Neurocirurgia                  |
| Oftalmologia                 | Cirurgia plástica              |
| Psiquiatria                  |                                |
| Clínico geral                |                                |
| Otorrinolaringologia         |                                |
| Medicina integrativa         |                                |
| Medicina nuclear             |                                |
| Nutrição Clínica e Obesidade |                                |
| Gerontologia                 |                                |

Além disso, os alunos da UDEM contam com com 671 opções de intercâmbio em 56 países, dos quais 24% são em universidades incluídas entre as 500 melhores do mundo.

## Troianos
Troianos (Troyanos) é o símbolo das equipes esportivas que representam a UDEM. O nome foi adotado em 1981, e era originalmente uma equipe de futebol americano, que conquistou o campeonato 1984-1985 da Organização Nacional Estudantil de Futebol Americano. Atualmente, a universidade conta com equipes de futebol, basquetebol, voleibol, atletismo, natação, taekwondo, tiro com arco e tênis.

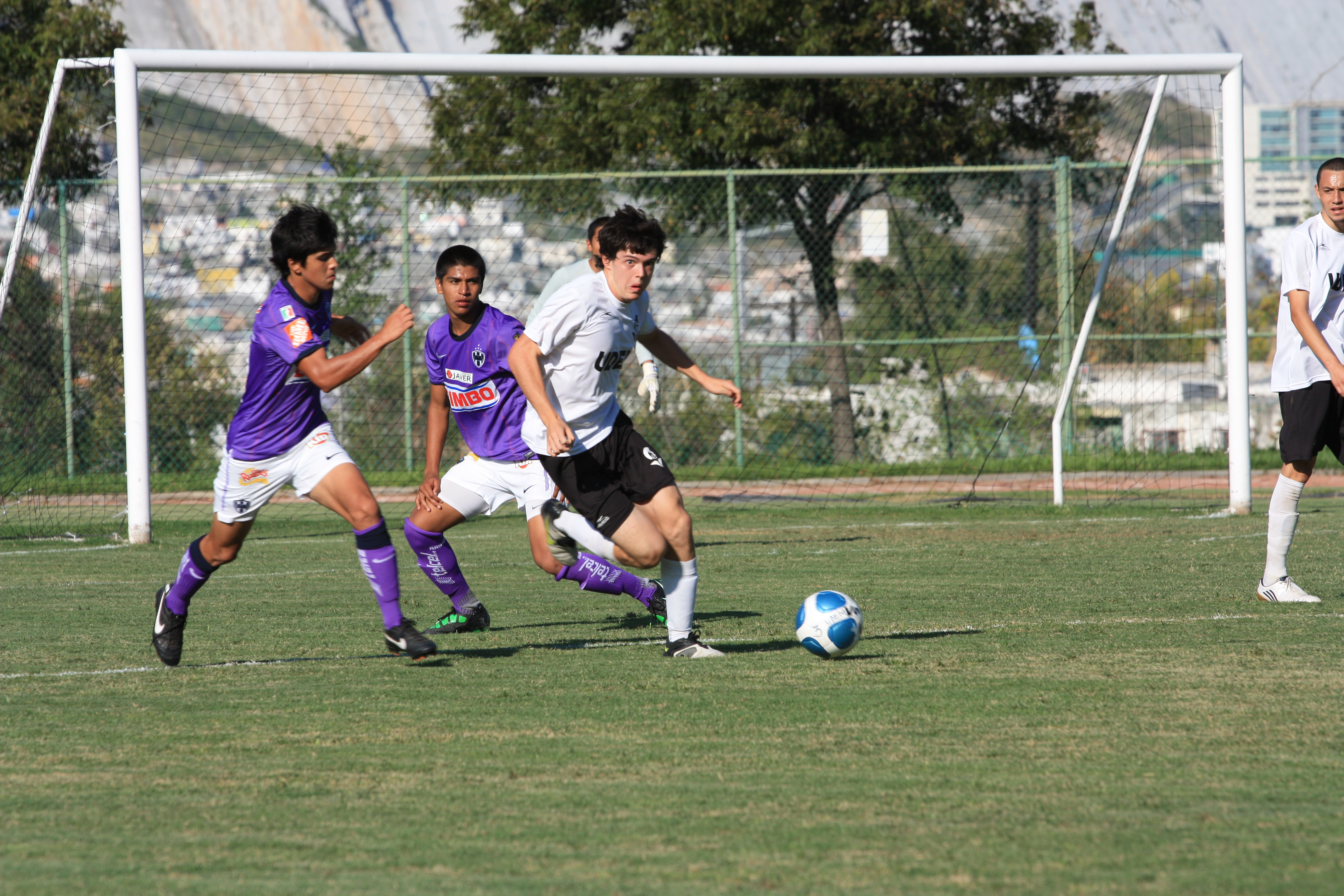
Equipe de futebol Troianos
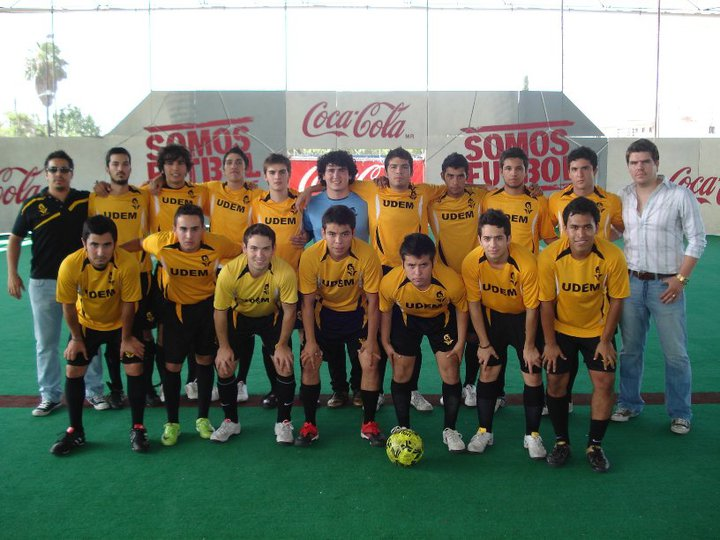
Troianos
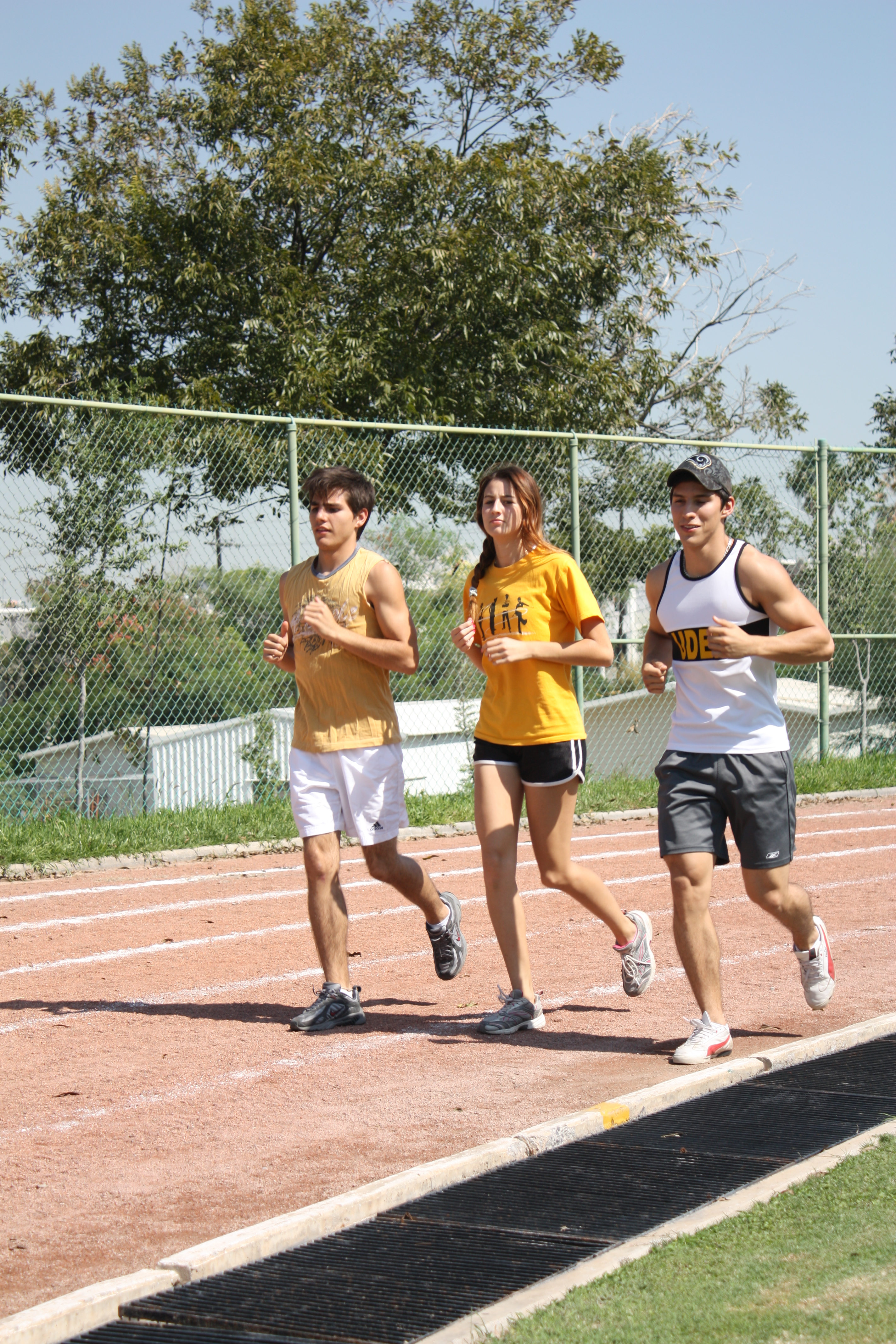
Atletismo

## Liderazgo

### CELES UDEM
O Centro de Liderança Estudantil (CELES) tem a missão de gerar competência e liderança, aumentando o potencial do aluno para que ele possa transformar a sociedade e transcender nela. O CELES se dedica à contribuir para a transformação dos seus alunos.